# 德拉霍米尔·考德尔卡
德拉霍米尔·考德尔卡（捷克語：Drahomír Koudelka，1946年5月26日—1992年8月19日），捷克男子排球运动员。他曾代表捷克斯洛伐克国家队参加1968年、1972年和1976年夏季奥林匹克运动会排球比赛，获得一枚铜牌。